# مارف روبرتس
مارف روبرتس (بالإنجليزية: Marv Roberts)‏ مواليد 29 يناير 1950 في بروكلين، هو لاعب كرة سلة أمريكي معتزل. بدأ مسيرته الاحترافية في سنة 1971. تم اختياره من قبل فريق ديترويت بيستونز خلال الدرافت. يبلغ طوله 6 قدم 8 بوصة (2.0 م). اعتزل اللعب في 1979. أحرز خلال مسيرته في الإن بي إيه 3345 نقطة بمعدل 8.3 نقاط في المباراة الواحدة.

## المسيرة الاحترافية
لعب مع دنفر ناغتس من سنة 1971 إلى 1974، ثم لعب مع كارولاينا كوغارز في موسم 1973–74 ، ثم لعب مع لوس أنجلوس ليكرز في موسم 1976–1977.

## روابط خارجية
- مارف روبرتس على موقع إن بي أي (الإنجليزية)
- مارف روبرتس على موقع سبورتس رفرنس (الإنجليزية)
- مارف روبرتس على موقع كلية كرة السلة في سبورتس رفرنس.كوم (الإنجليزية)
- مارف روبرتس على موقع ريلجم (الإنجليزية)
- مارف روبرتس على موقع بروبوليرز (الإنجليزية)